# Псевдопластичні рідини

Рідини псевдопластичні (рос. жидкости псевдопластические; англ. pseudoplastic liquids; нім. pseudoplastische Flüssigkeiten f pl) — модель рідини, що відноситься до неньютонівських, в'язкість якої зменшується при зростанні напруження зсуву і може бути описана емпіричним рівнянням: 
{\displaystyle \tau =\eta \left({\frac {du}{dx}}\right)^{n}},
де: {\displaystyle \tau } — дотичне напруження внутрішнього тертя в рідині, [Па];
{\displaystyle {\frac {du}{dx}}} — градієнт швидкості у напрямі, перпендикулярному до напряму зсуву, [с−1];
{\displaystyle \eta } – коефіцієнт пропорційності, [Па·с].
n — константа, що характеризує поведінку рухомої рідини, для псевнопластичних рідин n < 1
Псевдопластичні рідини не мають граничного динамічного напруження зсуву. Екстраполяція напруження зсуву при великих швидкостях на вісь ординат дає відрізок, що, як і в рідині Бінгама, є динамічним напруженням зсуву. Типовими представниками таких рідин є суспензії полімерів з довгими ланцюгами. Ця властивість проявляє себе в таких складних речовинах як лава, кетчуп, кров, фарба лак для нігтів. 